# Sila (vale do Senegal)
Sila (Silla) ou Sili (Silli) era uma cidade antiga no vale do rio Senegal. Sua localização exata é debatida. Possíveis identificações incluem Sintiu Bara na região de Matã do Senegal, a vila de Sila perto de Caedi na Mauritânia, ou um local mais próximo da junção dos rios Senegal e Falemé. No século XI, era o centro comercial proeminente no Senegal. Albacri descreveu Sila como a capital de um "vasto reino" liderado por um governante quase tão grandioso quanto o de Gana/Uagadu, mas os estudiosos modernos tendem a vê-la como uma poderosa cidade-estado, muitas vezes politicamente dependente de seus vizinhos, em vez de um reino. O povo se converteu ao islamismo durante o tempo de Uar Jabi, rei do vizinho Reino de Tacrur, e travou guerra contra o pagão "lanlã" ao sul. Como muitas cidades comerciais no Sudão Ocidental na época, Sila era uma cidade em duas partes, dividida pelo Senegal.
Os habitantes de Sila podem ter se convertido ao islamismo sunita maliquita após a guerra com Uagadu, que havia pedido ajuda aos almorávidas, na década de 1080. Sila foi eclipsada por Tacrur no século XII. Ibne Caldune relatou que Sila era parte do Império Mali no século XIV. No épico soninquê Luto de Gassirê, Sila é mencionada como uma "aparição" anterior de Uagadu.